# Serra de Portel

A Serra de Portel é uma elevação de Portugal Continental, com 424 metros de altitude. Situa-se no limite sul do Alentejo  Central, no concelho de Portel.

## Clima
Na serra de Portel o clima é tipicamente mediterrânico, com períodos quentes e secos prolongados, em alternância com períodos mais frescos e relativamente húmidos. No inverno as temperaturas registadas podem atingir valores abaixo de 0ºC. A serra de Portel apresenta uma quantidade de variações microclimáticas.

## Geologia
A serra de Portel é um maciço montanhoso de origem xisto-grauváquica com uma altitude máxima a rondar os 420 m. Os solos que a compõem são diversos, entre os quais figuram alguns solos mediterrânicos, contudo, os predominantes são os litossolos de xisto.

## Fauna e Flora
Em 1990, Beliz inventariou cerca de 680 diferentes espécies vegetais. Quanto à fauna, a serra de Portel é rica em aves e mamíferos predadores.